# آقطی مادیرا
آقطی مادیرا (نام علمی: Sambucus lanceolata) نام یک گونه از سرده آقطی است.